# باب الديوان

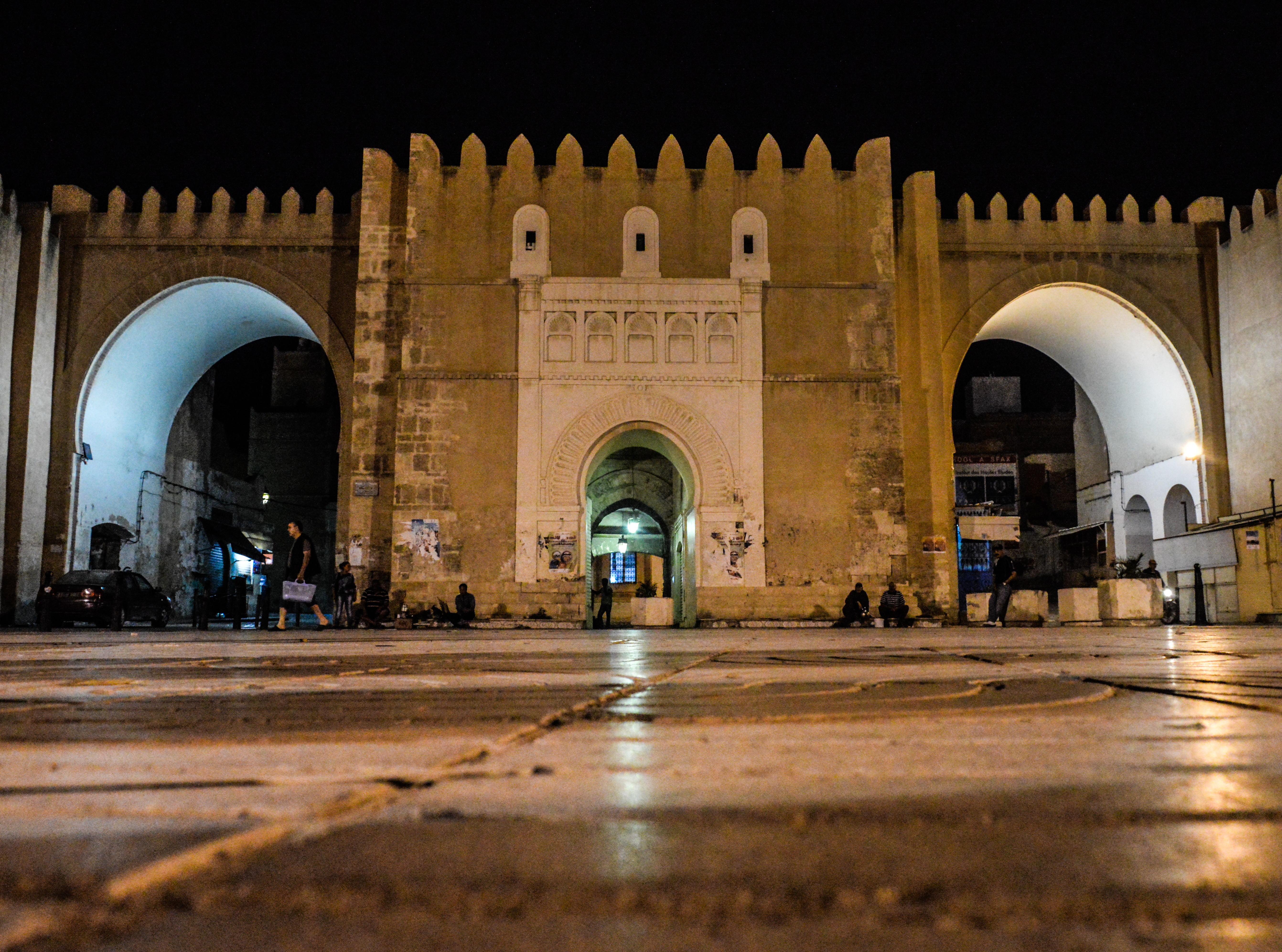
باب فرنسا والبابين الكبيرين

باب الديوان أو باب البحر يعتبر أولى أبواب المدينة العتيقة بصفاقس، ويقع وسط السور الجنوبي بين باب القصبة غربا وباب برج النار شرقا. ويرجع تاريخ فتحه لعهد بناء السور (بين 234هـ و236هـ). يعود المظهر الحالي لباب البحر إلى سبعينات القرن العشرين، بعد أعمال ترميم مخلفات الحرب العالمية الثانية. وقد تمثل أولا في باب واحد يطل على جهة البحر، حتى صار اليوم أربعة أبواب افتتحت في عهود تاريخية مختلفة.
ويسمى باب البحر كذلك بـ «باب الديوان»، والأرجح أن يكون قد سمي بهذا الاسم في العهد الحفصي، ويعني الديوان مقر الإدارة القمرقية، نظرا لكثرة العلاقات الاقتصادية والتجارية لصفاقس مع الخارج منذ القدم.

## التطورات التاريخية

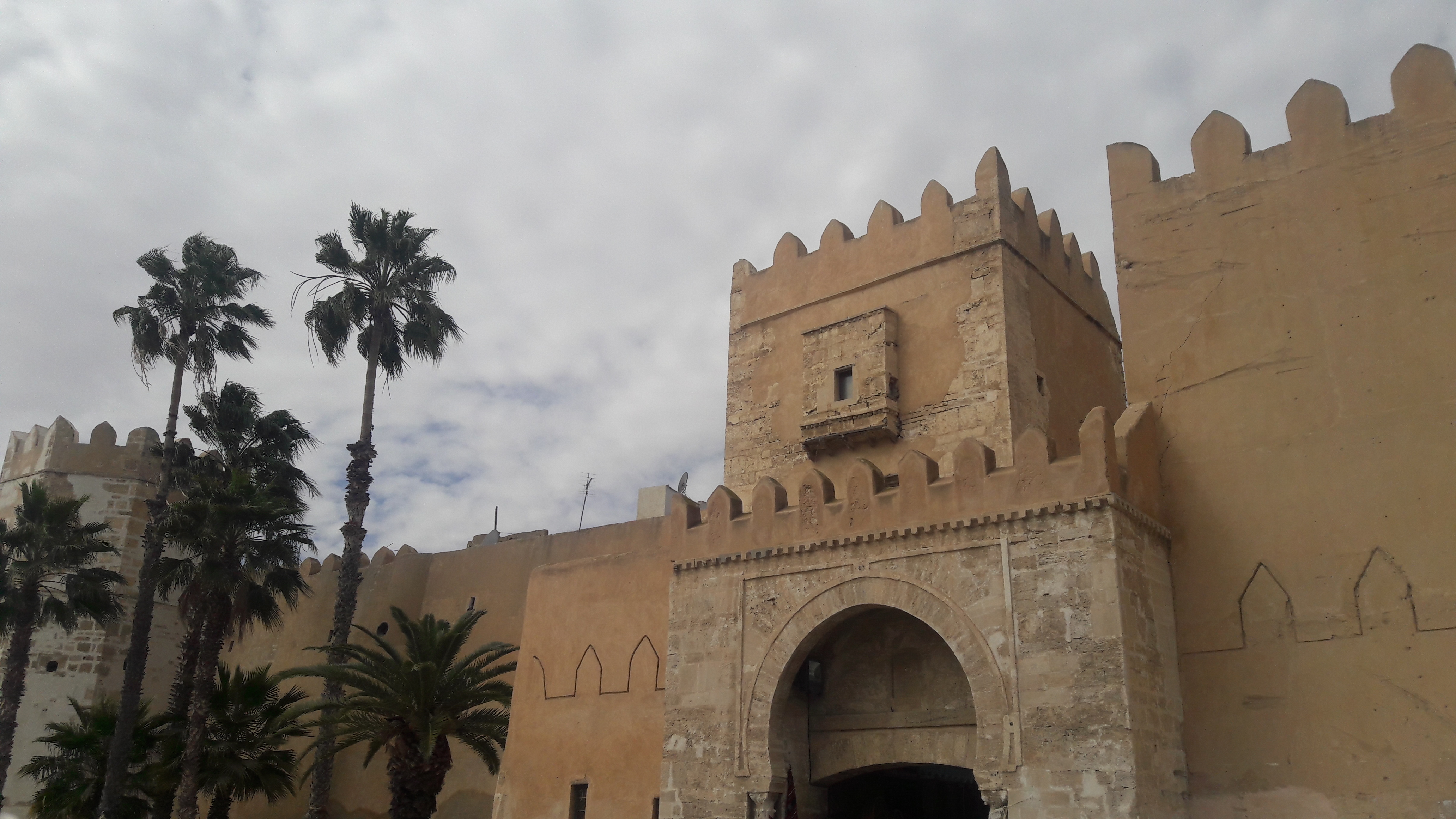
الباب الأصلي

### الباب الأصلي
كان باب البحر يتكون من بابين:
- باب خارجي، وهو الباب الأخير غربا
- باب داخلي، وهو المواجه لجامع العجوزين داخل المدينة العتيقة

وللوصول إلى داخل المدينة يجب الدخول من الباب الخارجي والمرور بسقيفتين تمتد الأولى من ناحية الشرق والثانية من الجنوب إلى الشمال.
ويبدو أن الدكاكين الموجودة الآن داخل السقيفتين أصلها معاقل للجنود أو مقر استخلاص القمرق.
وفي شهر أفريل 1885 قامت بلدية صفاقس ببناء صومعة جعلت بها ساعة، ولكنها هدمت جراء قنابل الحرب العالمية الثانية سنة 1942.
فوق الباب الخارجي توجد لوحة كتب عليها:
لا اله إلا الله محمد رسول الله
بسم الله الرحمان الرحيم
و صلى الله على سيدنا محمد النبي الكريم وعلى آله وصحبه
و سلم تسليما. لا إلاه إلا محمد رسول الله
جدد هذا الباب المبارك
بحمد الله وحسن عونه السلطان المعظم

### باب فرنسا
زار الوزير الفرنسي «م ديلكساى» صفاقس سنة 1904، ولما رأى ما عليه السقيفة من ظلمة وعدم التوازي الواضح بين مدخليها اقترح فتح باب جديد مواجه للباب الداخلي. وقد فتح الباب سنة 1909 وسمي بـ «باب فرنسا». سهل هذا الباب نقل البضائع من وإلى داخل المدينة العتيقة من خلال خلق مساحة كافية لمرور العربات بكل أريحية.
ويتموضع هذا الباب أمام باب الديوان الداخلي ويتوسط البابين الكبيرين حاليا.

### البابين الكبيرين
وفي عهد الاستقلال تم فتح بابين كبيرين
- باب بين باب فرنسا والباب الأصلي، وقد فصل بين السقيفتين
- باب يقع أقصى شرق باب البحر، قد بني مكان باب صغير من أبواب الغدر قد كشف عن آثاره حوالي سنة 1953

وهكذا صارت أبواب الديوان أربعة متجاورة تمثل ثلاثة عهود تاريخية متعاقبة شاهدت صفاقس أحداثها

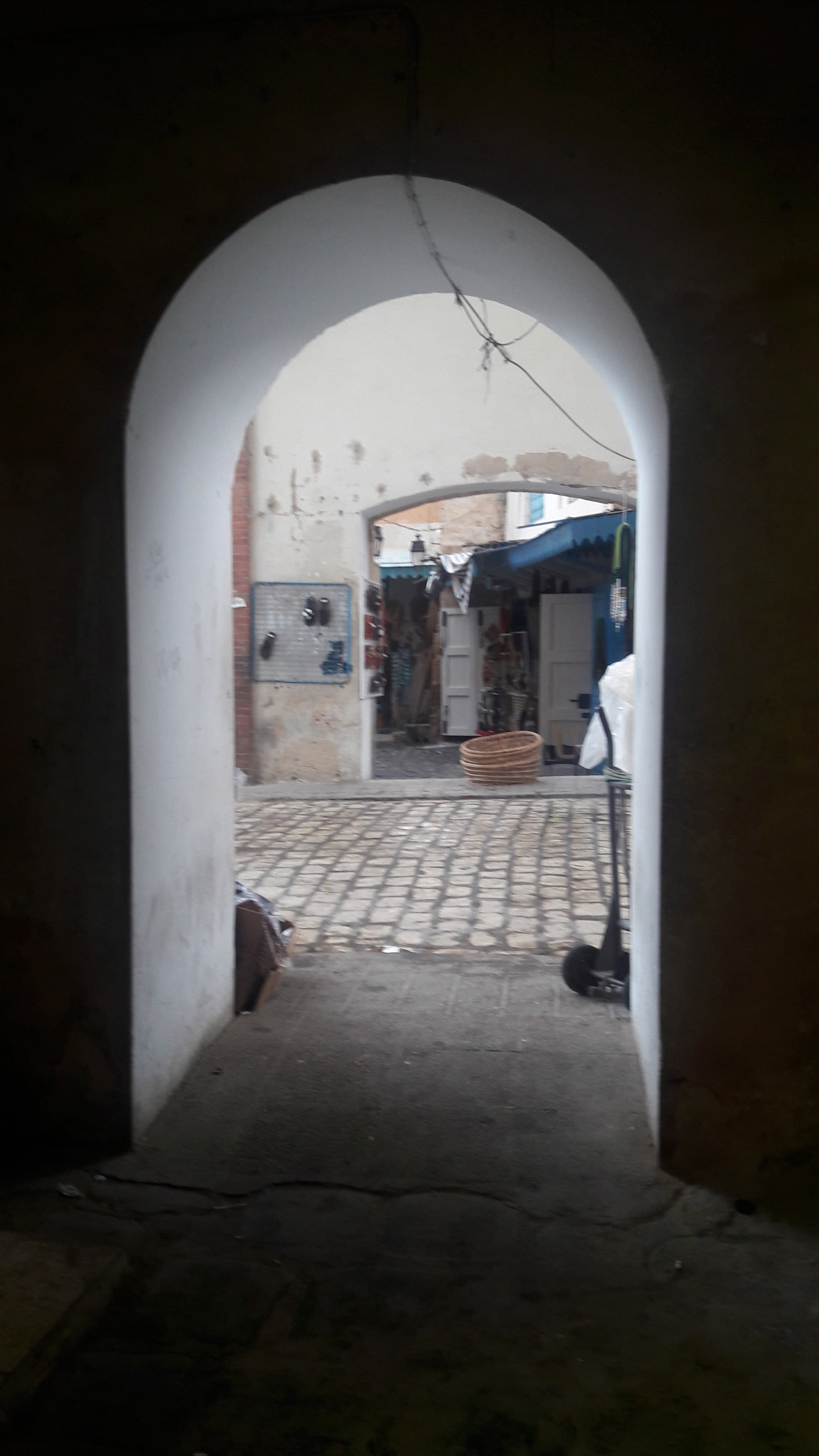
جزء من السقيفة الأولى الممتدة من ناحية الشرق
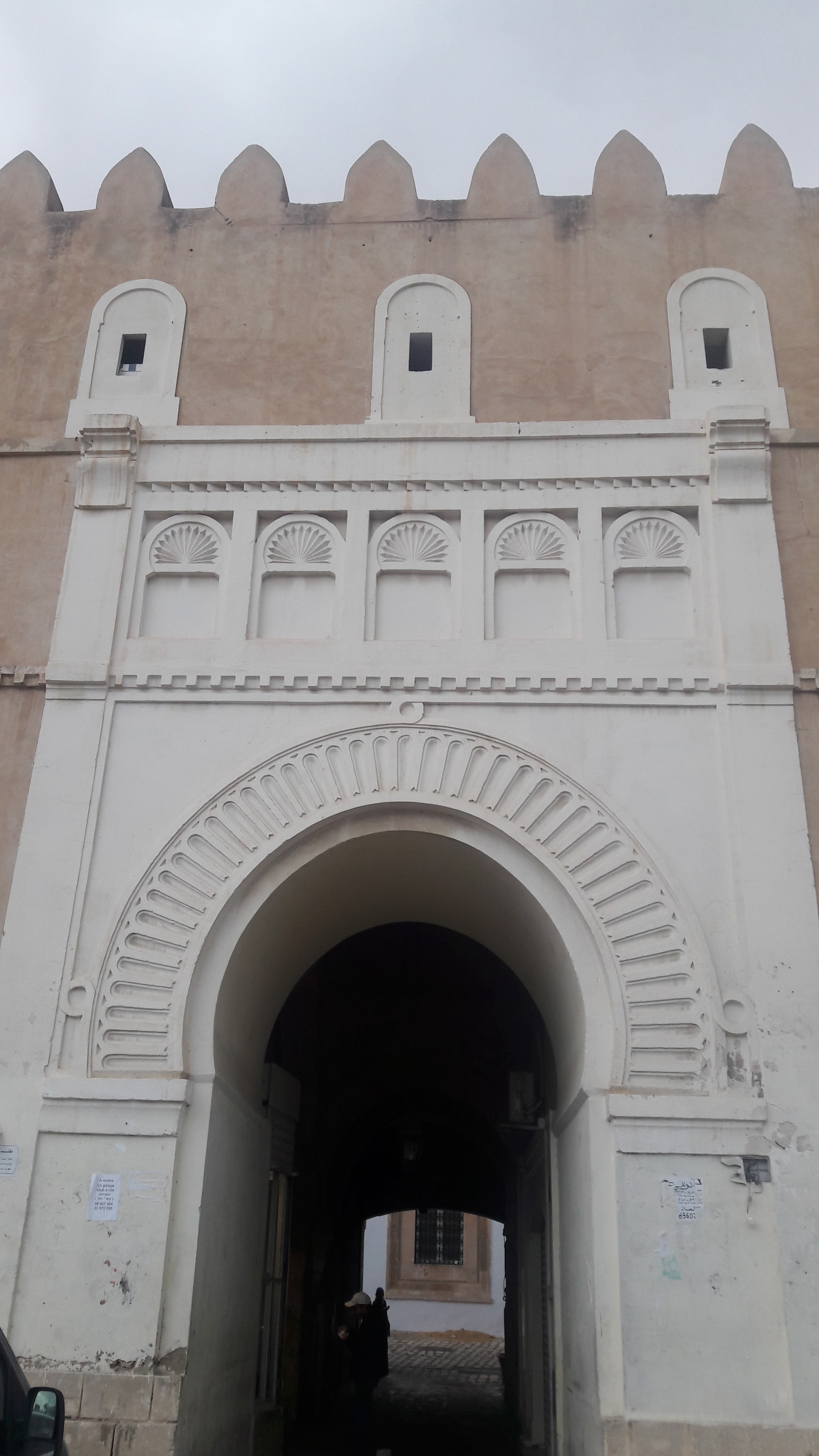
باب فرنسا والسقيفة الثانية والباب الداخلي
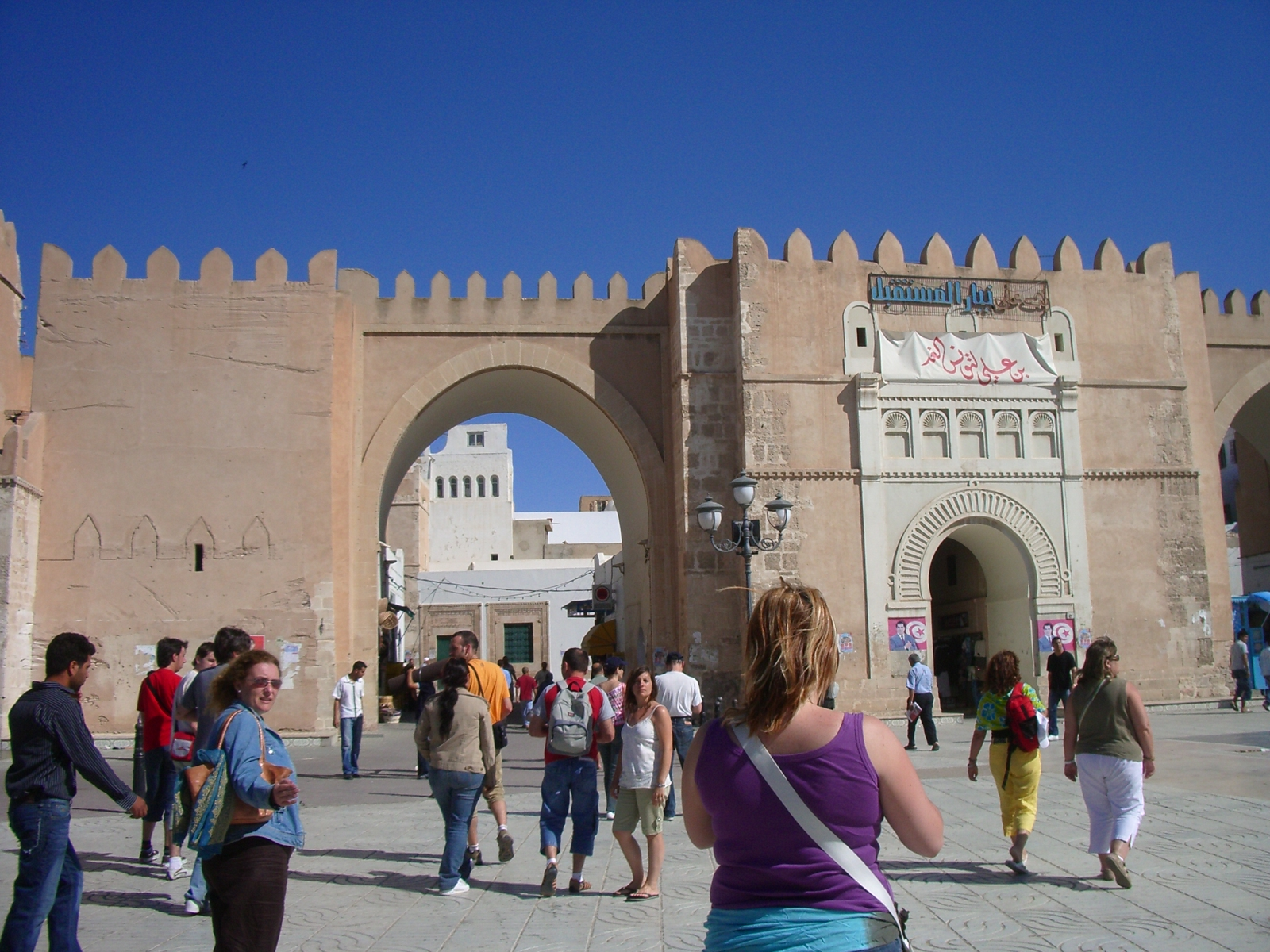
باب البحر

## معرض صور

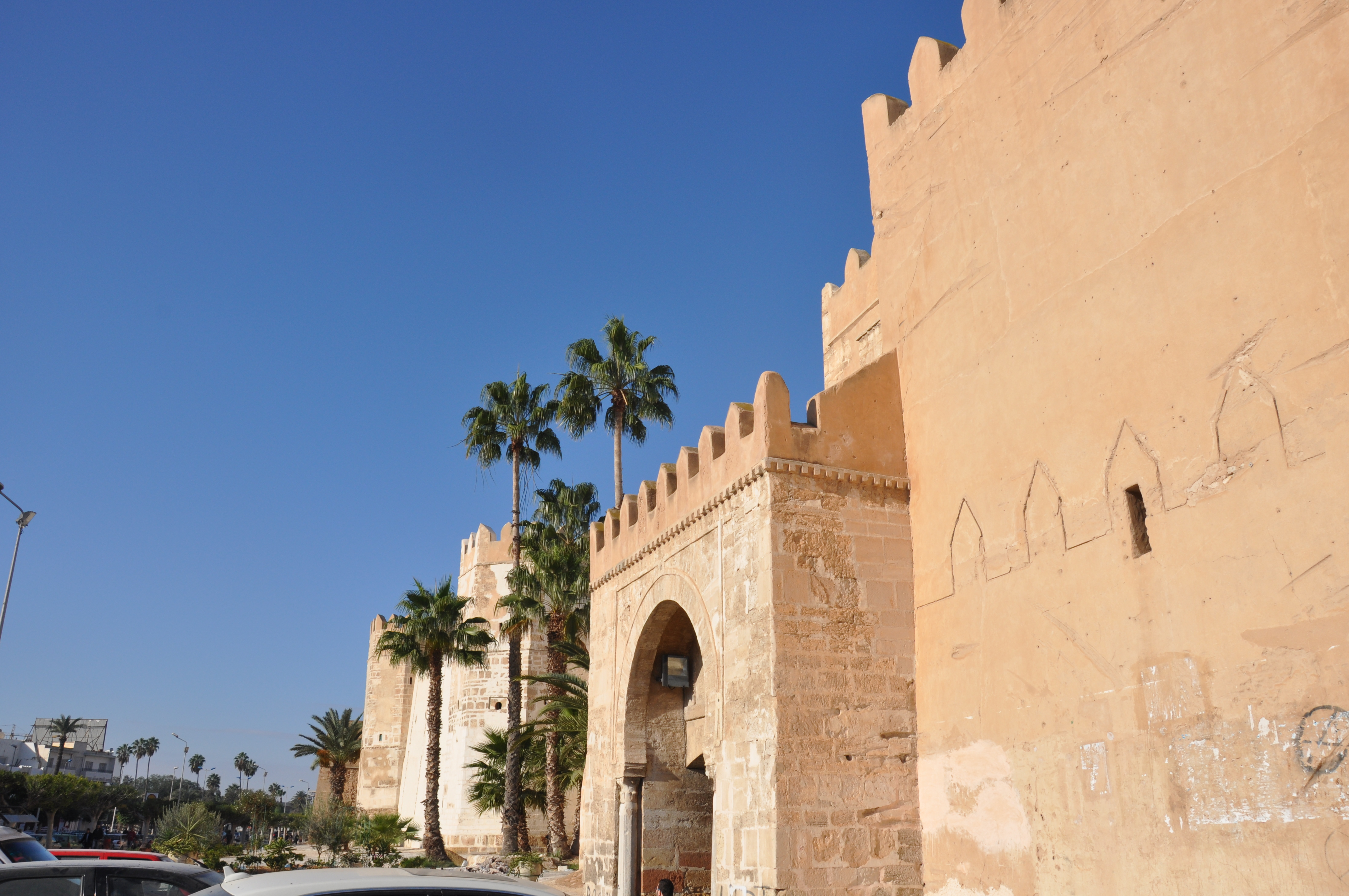
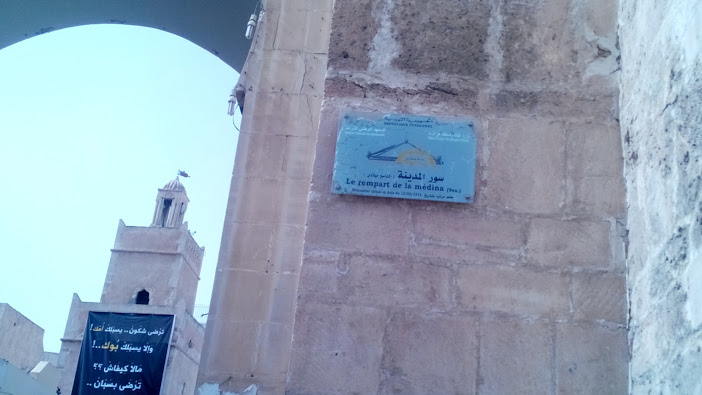
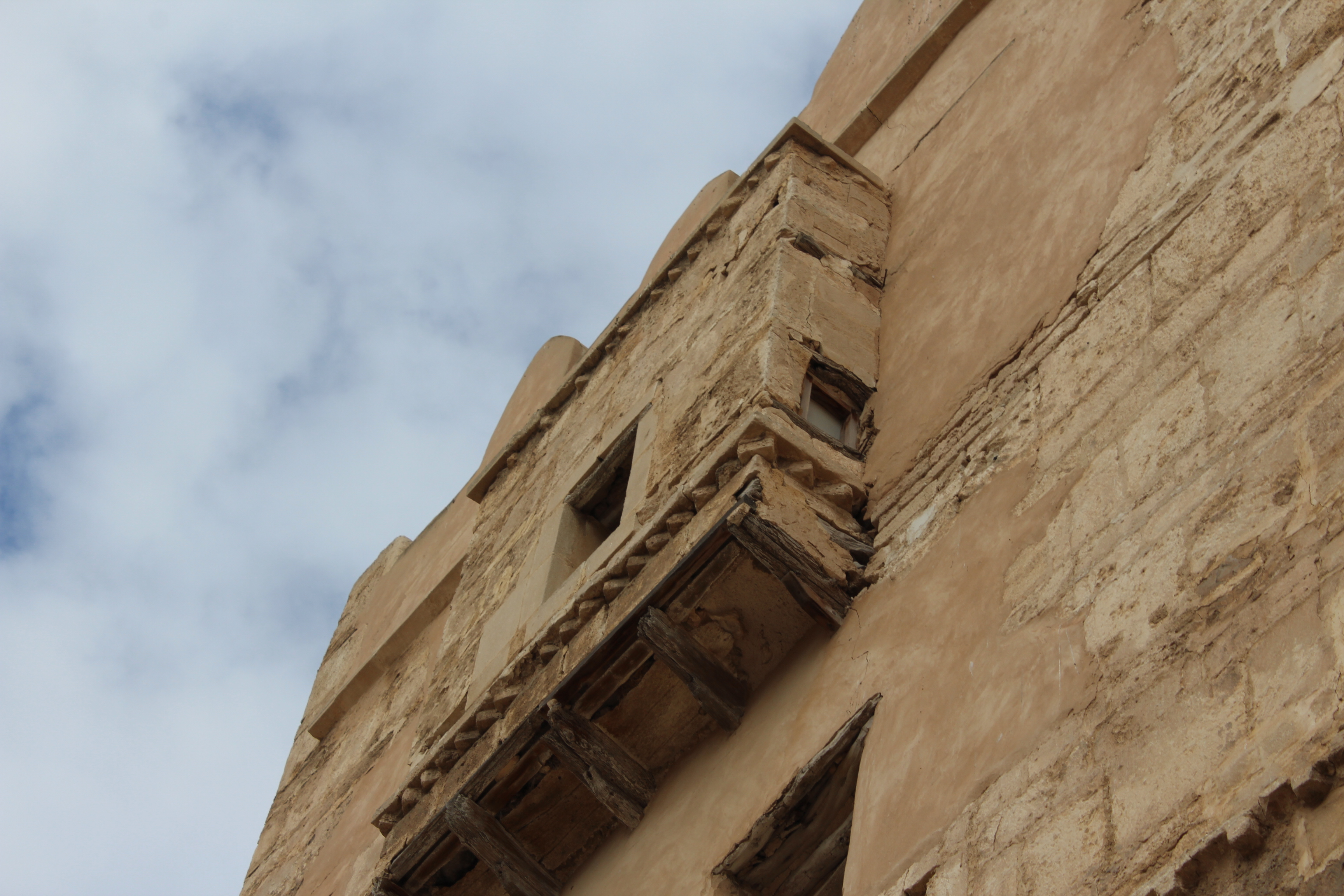
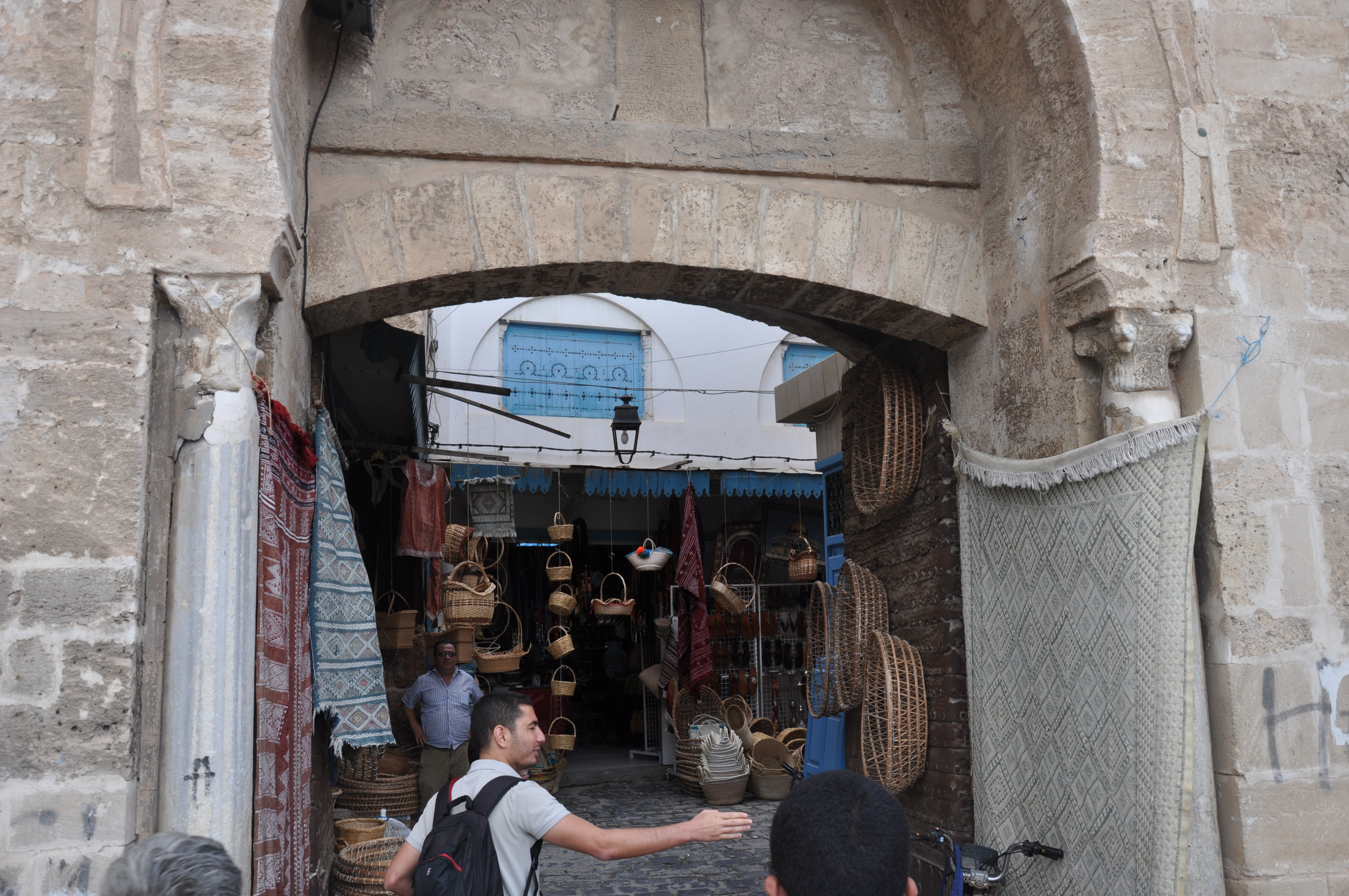
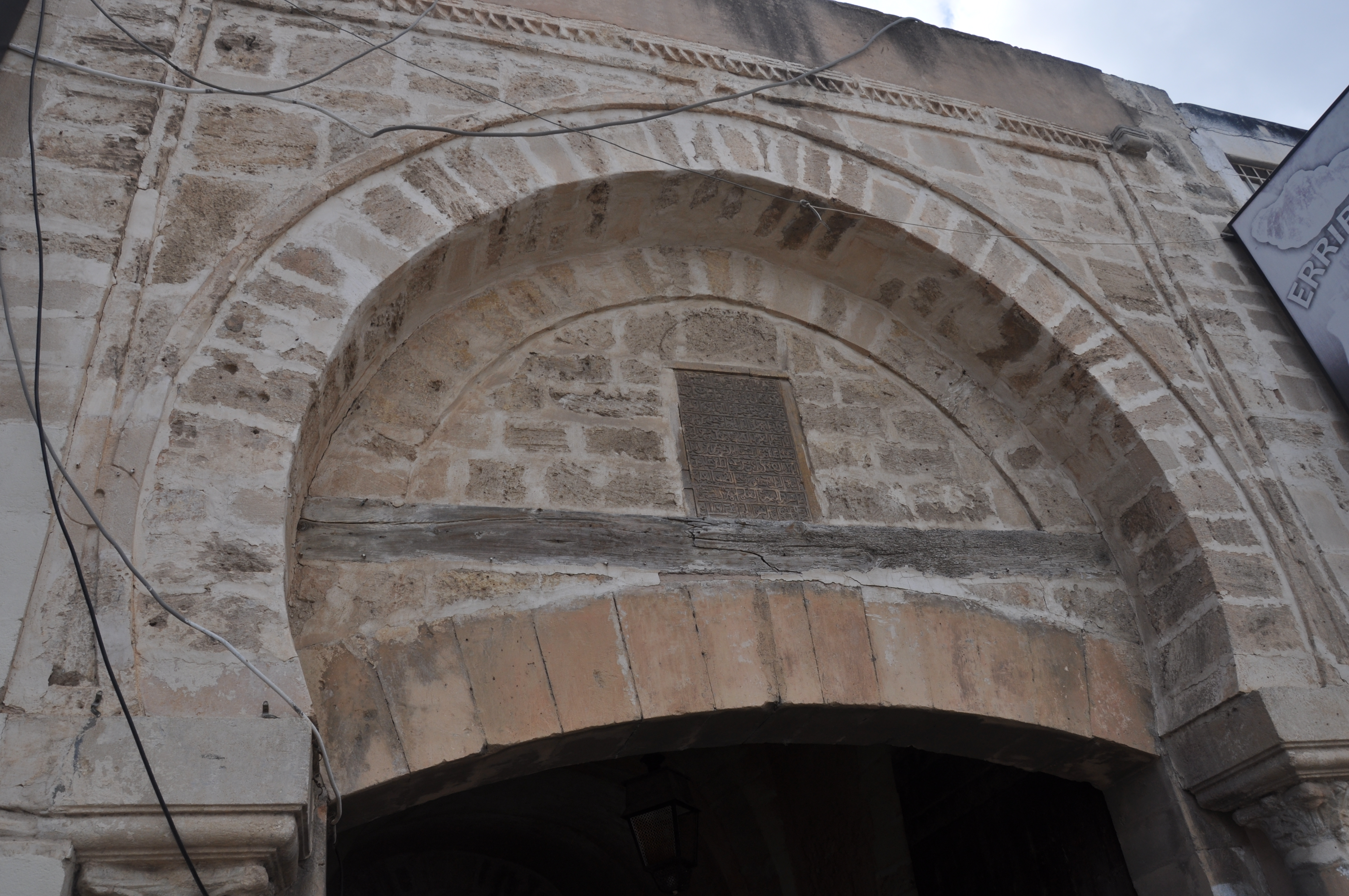